# قسطنطين أكساكوف
قسطنطين سيرجيفيتش أكساكوف (بالروسية: Константи́н Серге́евич Акса́ков)‏؛ ولد في 29 مارس 1817، في محافظة أورينبورغ، الإمبراطورية الروسية، وتوفي في 7 ديسمبر 1860، بجزيرة زاكينثوس، اليونان، كان كاتبًا وناقدًا روسيًا، يعتبر من أول وأبرز أدباء حركة سلافوفيليا. كتب عدة مسرحيات وعن النقد الاجتماعي وتاريخ النظام الاجتماعي الروسي القديم. كان والده هو الكاتب سيرجي أكساكوف وشقيقته الكاتبة فيرا أكساكوفا، وكان شقيقه الأصغر إيفان أكساكوف صحفيًا.
كان قسطنطين أول من نشر تحليلاً لرواية غوغول "النفوس الميتة"، مُقارنًا الكاتب الروسي بهوميروس (1842). بعد اعتلاء القيصر ألكسندر الثاني العرش، أرسل له رسالة ينصحه بإعادة مجلس زيمسكي (1855). كتب أكساكوف أيضًا عددًا من المقالات حول اللغويات السلافية.

## سيرته الشخصية
وُلِد أكساكوف في عائلة الكاتب الروسي البارز سيرجي تيموفيفيتش أكساكوف (1791-1859) وزوجته أولغا سيميونوفنا زابلاتينا (1793-1878). كان جده لأبيه تيموفي ستيبانوفيتش أكساكوف ينتمي إلى عائلة نبيلة قديمة من عائلة أكساكوف التي ادعى منتسبوها أنهم منحدرون من سيمون الفارانجية. كان أول أسلافهم الموثقين هو إيفان فيودوريفيتش فيليمينوف الملقب بأكساك الذي عاش خلال القرن الخامس عشر. استند شعار عائلته على شعار النبالة البولندي «شياتل» (المعروف أيضًا باسم أكساك) والذي يعتبر من أصل تتري في بولندا (كلمة «أكساك» تعني «أعرج» في اللغات التركية). أدى كل هذا إلى اعتقاد بعض الباحثين أن عائلة أكساكوف تنتمي أيضًا إلى التتار، على الرغم من عدم وجود علاقة بينهم وبين بيت النبالة البولندي. كان جد أكساكوف لأمه هو الجنرال الروسي سيميون غريغوريفيتش زابلاتين الذي حارب تحت قيادة ألكسندر سوفوروف وتزوج من الأسيرة التركية إيغل سيوم.
نشأ أكساكوف في مزرعة ريفية قبل أن ينتقل إلى موسكو مع عائلته. وقد ظل مع والديه طوال حياته، دون أن يتزوج أو ينتقل من المنزل. درس في جامعة موسكو الحكومية وأصبح عضوًا في دائرة ستانكفيتش، وهي جماعة من الهيغليين الروس وأوائل المؤمنين بالديمقراطية الروسية.
في النهاية، تعرّف أكساكوف على إيفان كيريفسكي وأليكسي خومياكوف واعتمدت فلسفتهم حول السلافوفيليا وقطع أي اتصال مع دائرة ستانكفيتش.

## فلسفته
في أطروحة أكساكوف عن ميخائيل لومونوسوف (1846) حاول ربط وجهة نظره عن الرسالة الدينية والتاريخية للفلاح الروسي مع فلسفة هيغل. تمكن أكساكوف من التأثير على ألكسندر الثالث، مما جعله يعتقد اعتقادًا جذريًا أن «مهمة الاستبداد في روسيا هي إعطاء بعض الرفاهية للفلاحين.»
في وقت لاحق من حياته المهنية، تخلى أكساكوف عن الفلسفة الهيغلية وأصبح مناهضًا لأوروبا بشكل جذري.

## وصلات خارجية
- قسطنطين أكساكوف - مكتبة ماكسيم مشكوف
- أكساكوف، قسطنطين سيرجيفيتش - سيرة ذاتية. منشورات. أقوال
- السيرة الذاتية لقسطنطين سيرجيفيتش أكساكوف[وصلة مكسورة][وصلة مكسورة]
- أعمال قسطنطين أكساكوف